# Акдарьинский район
Акдарьинский район (тума́н; узб. Oqdaryo tumani / Окдарё тумани) — район в Самаркандской области Узбекистана. Административный центр — городской посёлок Лаиш.

## История
Акдарьинский район был образован в 1920-е годы. В 1938 году вошёл в состав Самаркандской области.  В 1943 году часть территории района был передана в новый Иштыханский район. В 1963 году упразднён, в 1968 году восстановлен.

## Административно- территориальное деление
По состоянию на 1 января 2011 года в состав района входят:
- 10 городских посёлков:

1. Авазали,
2. Болта,
3. Дахбед,
4. Киркдархон,
5. Кумушкент,
6. Лаиш,
7. Ойтамгали,
8. Окдарё,
9. Янгиабад,
10. Янгикурган.

- 6 сельских сходов граждан:

1. Зарафшан,
2. Каратери,
3. Навои,
4. Примкент,
5. Янгикент,
6. Янгикурган.

## Известные уроженцы
- Маржона Маликова —узбекская шахматистка, международный мастер среди женщин